# Tipasa (bướm đêm)
Tipasa  là một chi bướm đêm thuộc họ Noctuidae.

## Các loài
- Tipasa aurata
- Tipasa aurea
- Tipasa aurimoneta
- Tipasa boopis
- Tipasa eubapta
- Tipasa ilatana
- Tipasa nebulosella
- Tipasa omariusalis
- Tipasa renalis
- Tipasa rubrivena
- Tipasa rufocastanea
- Tipasa subrosea